# Papus (botanika)
Papus (lat. pappus), izmijenjena čašica kod biljaka iz porodice glavočika. To su dlačice na jednosjemenu plodu biljaka, koje olakšavaju njihovo širenje na velike udaljenosti s pomoću vjetra (anemohorija), a uobičajeno je kod glavočika. Pojam se ponekad koristi za slične strukture u drugim biljnim porodicama, kao kod Apocynaceae, ali njihov nije izveden iz čašice cvijeta, kao kod glavočika.
Mogu se javiti u više formi, a najpoznatiji je onaj kod maslačka čije pernate čekinje funkcioniraju kao "padobran" koji omogućuje da se sjeme prenosi.